# Ceankiv, Dunaiivți
Ceankiv (în ucraineană Чаньків) este localitatea de reședință a comunei Ceankiv din raionul Dunaiivți, regiunea Hmelnîțkîi, Ucraina.

## Demografie
Componența lingvistică a localității Ceankiv
     Ucraineană (99,03%)
     Alte limbi (0,81%)
Conform recensământului din 2001, majoritatea populației localității Ceankiv era vorbitoare de ucraineană (99,03%), existând în minoritate și vorbitori de alte limbi.